# Alberta
 For alternative betydninger, se Alberte.
Alberta er en canadisk provins. Den ligger i Vest-Canada. Vigtige byer er blandt andre hovedstaden Edmonton, og Calgary.
Alberta har ca. 4.067.175 indbyggere (2016), dækker 661.848 km², og er således den fjerdestørste af de 10 provinser, både hvad befolkning og areal angår. Alberta blev en provins i 1905.
Økonomien er baseret på olie, og provinsen er den rigeste i Canada. De berømte Rocky Mountains bjerge findes i Alberta og Banff, Jasper og Lake Louise er kendte turistmål.
Skjoldet stammer fra 1907 og blev i 1968 officielt brugt i et flag med blå bund. Skjoldet viser de udstrakte hvedemarker i vest under et Skt. Georgs kors.